# گرا
گرا شهری در ایالت تورینگن آلمان است. این شهر در شرق این ایالت واقع است.
این شهر با حدود ۹۳ هزار نفر جمعیت، سومین شهر بزرگ تورینگن پس از ارفورت و ینا و همچنین شرقی ترین شهر تورینگر استادتکتت است، رشته تقریبا مستقیمی از شهرها متشکل از شش شهر بزرگ تورینگن از آیزناخ در غرب، از طریق گوتا. ، ارفورت، وایمار و ینا تا گرا در شرق. گرا بزرگترین شهر در Vogtland و یکی از پایتخت های تاریخی آن همراه با Plauen، Greiz و Weida است. این شهر در منطقه تپه تورینگن شرقی، در دره وسیع الستر سفید، بین گریز (بالا دست) و لایپزیک (پایین دست) قرار دارد. گرا در منطقه شهرنشین آلمان مرکزی، تقریباً ۶۰ کیلومتری (۳۷مایل) جنوب لایپزیگ بزرگترین شهر زاکسن، ۸۰ کیلومتری (۵۰ مایل) شرق ارفورت پایتخت تورینگن، ۱۲۰کیلومتری (۷۵ مایل) غرب درسدن پایتخت زاکسن و ۹۰ کیلومتری (56 مایل) شمال شهر هوف (Saale) باواریا واقع شده است.
اولین بار در سال ۹۹۵ به نامش اشاره شده و در طول قرن سیزدهم به یک شهر تبدیل شد، گرا به عنوان یکی از اقامتگاه های اصلی خاندان دوکایی رویس و متعاقباً پایتخت شاهزاده نشین رویس-گرا (۱۹۲۰-۱۸۴۸) و از اهمیت تاریخی برخوردار است. ایالت مردمی رویس (۱۹۲۰-۱۹۱۸)، یکی از بسیاری از ریزدولت های منطقه تورینگن بود، قبل از اینکه برای تشکیل تورینگن در سال ۱۹۲۰ متحد شوند.
در طول قرن نوزدهم، گرا به مرکز صنعت نساجی تبدیل شد و دوره ای از رشد سریع را شاهد بود. در سال ۱۹۵۲، این شهر همچنین به عنوان یکی از پایتخت های ناحیه اداری گرا (بزیرک) به مرکز اداری در جمهوری آلمان تبدیل شد. در سال ۱۹۹۰، گرا بخشی از تورینگن شد. از دست دادن کارکردهای اداری و همچنین هسته صنعتی آن (که هم به دلیل تغییرات ساختاری در صنعت نساجی اروپا و هم تغییر سیستم اقتصادی پس از اتحاد مجدد آلمان ایجاد شد) باعث لغزش شهر به سمت یک بحران اقتصادی پایدار شد.
از سال ۱۹۹۰، بسیاری از ساختمان‌های گرا بازسازی شدند و برنامه‌های بزرگ شهری مانند نمایشگاه فدرال باغبانی ۲۰۰۷ برای تحریک اقتصادِ گرا اجرا شد. دیدنی‌ها شامل برخی ساختمان‌های حفظ‌شده دوران اقامتگاه سلطنتی و بسیاری از ساختمان‌های عمومی و خصوصی از دوران اوج اقتصادی بین سال‌های ۱۸۷۰تا ۱۹۳۰است. نقاش معروف اتو دیکس در سال ۱۸۹۱ در گرا به دنیا آمد.

## تاریخچه

### سده‌های میانه
نام مکان گرا در ابتدا به منطقه دره رودخانه الستر اشاره داشت که در حال حاضر شهر در آن قرار دارد. نام به احتمال زیاد [پژوهش اصلی؟] قبل از دوره مهاجرت اروپا سرچشمه گرفته است - مردمی که برای اولین بار در قرن هشتم در این منطقه ساکن شدند این نام را برگزیدند. اولین ذکر مستند شناخته شده از گرا به سال 995 بازمی گردد.
در سال ۹۹۹ امپراتور اتو سوم «استان» گرا را به صومعه کوئدلینبورگ اختصاص داد. به نوبه خود، کلیسا در سال ۱۲۰۹ حفاظت از این منطقه را به فوگتس ویدا (به آلمانی: Vögte von Weida) که به عنوان مدیران آن خدمت می کردند، واگذار کرد. فوگتس ویدا اجداد Reussians بودند که تا سال ۱۹۱۸ بر گرا حکمرانی کردند. اولین بار در سال ۱۲۳۷ از گرا به عنوان یک شهر یاد شد، اگرچه مشخص نیست که در چه سالی گرا قانون شهرداری را دریافت کرد. این شهر کوچک در قرن سیزدهم در زمینی به مساحت ۳۵۰×۳۵۰ متر تاسیس و قلعه شهر فوگتس در گوشه جنوب غربی در Burgstraße امروزی ساخته شد. مهر شهرداری برای اولین بار در سال ۱۳۵۰ مورد استفاده قرار گرفت، اولین بار این شورا در سال ۱۳۶۰ نامگذاری شد و تالار شهر در سال ۱۴۲۶ ذکر شد. وگت ها نتوانستند خود را از حکومت وتین رها کنند. در سال ۱۴۵۰، گرا در طول جنگ برادرکشی ساکسون تقریباً به طور کامل ویران شد، اما توانست به سرعت بهبود یابد، زیرا شروع تولید نساجی ثروت را برای شهر به ارمغان آورد.

##### دوره مدرن اولیه
اصلاحات در گرا در سال ۱۵۳۳بر خلاف خواست وگت ها توسط وتین ها آغاز شد. پس از جنگ Schmalkaldic در 1546، Wettins گرا را به تاج بوهمی از دست دادند، که با این حال هیچ نفوذی بر شهر نداشت، به طوری که Vogts resp. Reussians (که از Vogts در اواسط قرن 16 بوجود آمدند) به عنوان حاکمان در واقع تقویت شدند. در طول قرن شانزدهم، برخی از پارچه‌سازان از هلند اسپانیایی به دعوت کنت هنری به عنوان پناهندگان مذهبی به گرا مهاجرت کردند و تجارت نساجی را در گرا بالا بردند. در قرن هجدهم، اولین اوج در این صنعت (سیستم بیرون گذاشتن) وجود داشت که امروزه در خانه‌های بزرگ نمایندگی دیده می‌شود.
در سال ۱۶۷۳، Reussians به کنت های امپراتوری ارتقا یافتند که به آنها حاکمیت کامل در امپراتوری مقدس روم اعطا شد. گرا به اقامتگاه سلطنتی آنها تبدیل شد. در سال‌های 1686 و 1780، آتش‌سوزی‌های شهرهای بزرگ بیشتر ساختمان‌های گرا را ویران کردند. این شهر در طول دهه ۱۷۸۰نسبتاً یکنواخت به سبک باروک اواخر بازسازی شد که تا به امروز نمایانگر شهر داخلی است.
در سال ۱۸۰۶ناپلئون مقر امپراتوری خود را در گرا در طول جنگ ائتلاف چهارم تأسیس کرد. از اینجا، در ۱۲اکتبر ۱۸۰۶، امپراتور فرانسه عمداً نامه‌ای متکبرانه و تهدیدآمیز به فردریک ویلیام سوم پادشاه پروس فرستاد - نامه‌ای که پروس را به جنگ و شکست سخت در نبرد ینا چند روز بعد ترغیب کرد.

## نگارخانه

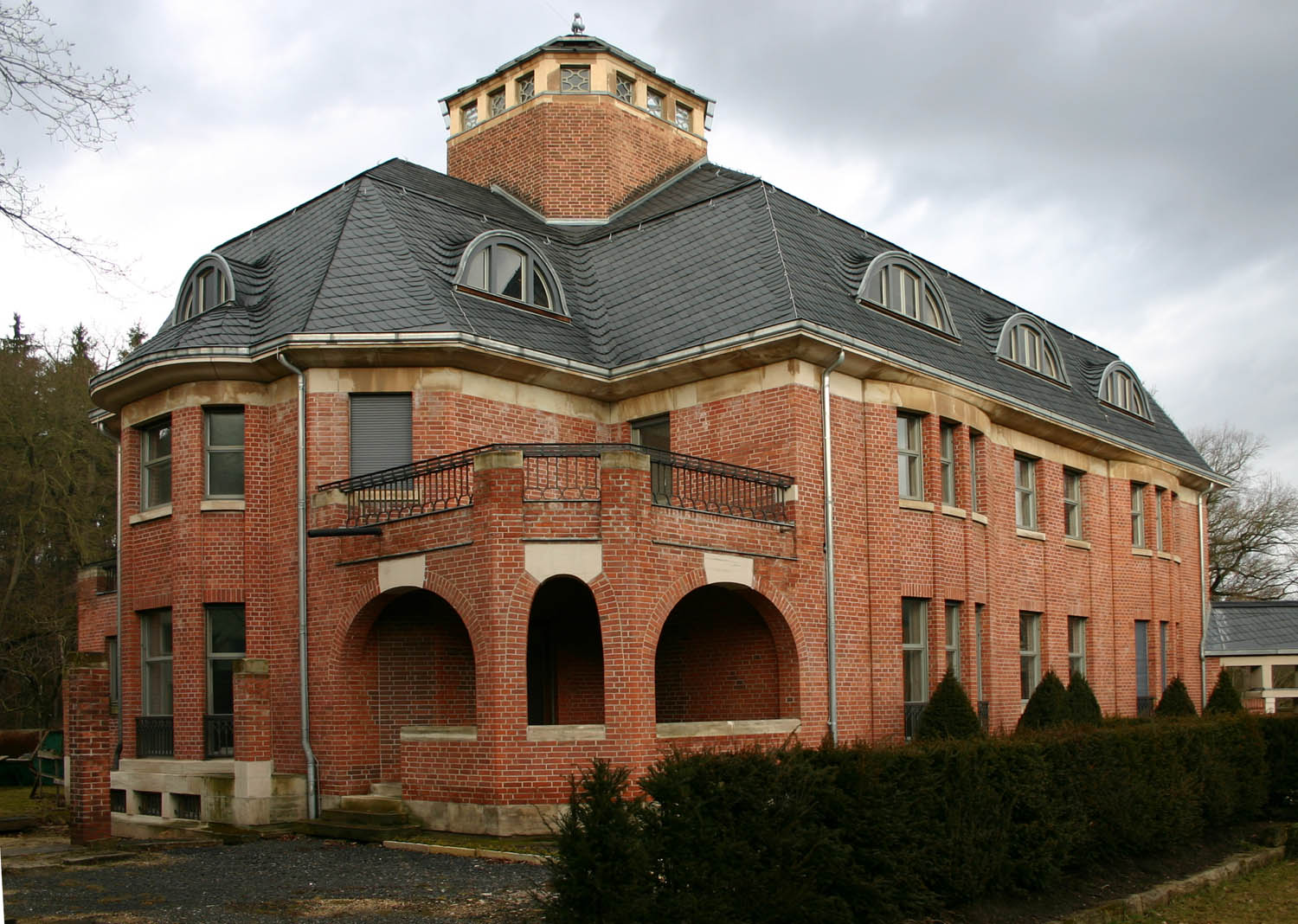